# Semenyih
Semenyih – miasto w Malezji, w stanie Selangor. Według danych szacunkowych na rok 2007 liczy 101 717 mieszkańców. Ośrodek przemysłowy.